# Ora Ballet Cat
Ora Ballet Cat – elektryczny samochód osobowy klasy kompaktowej produkowany pod chińską marką Ora od 2022 roku.

## Historia i opis modelu

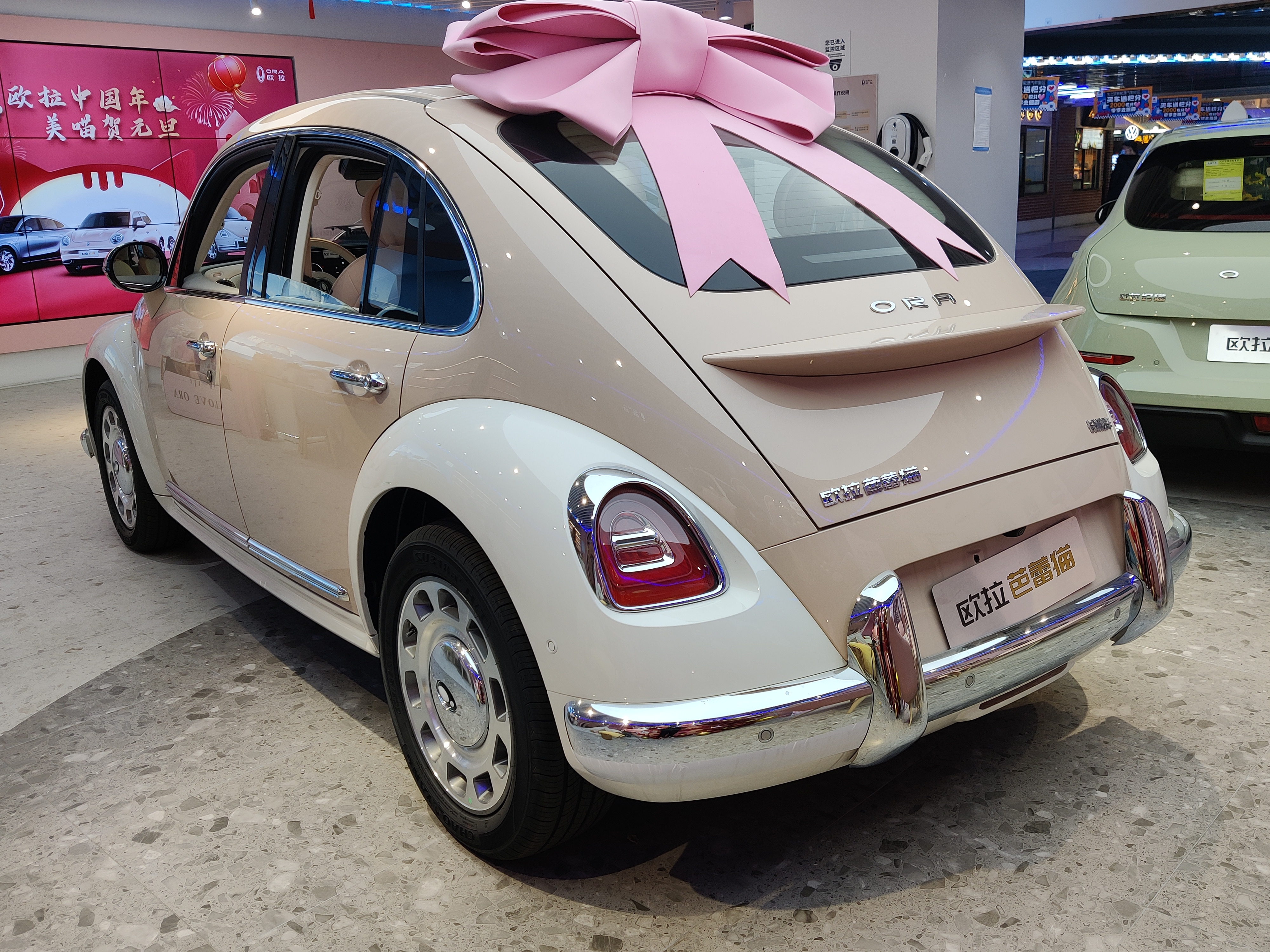
Ora Ballet Cat - tył

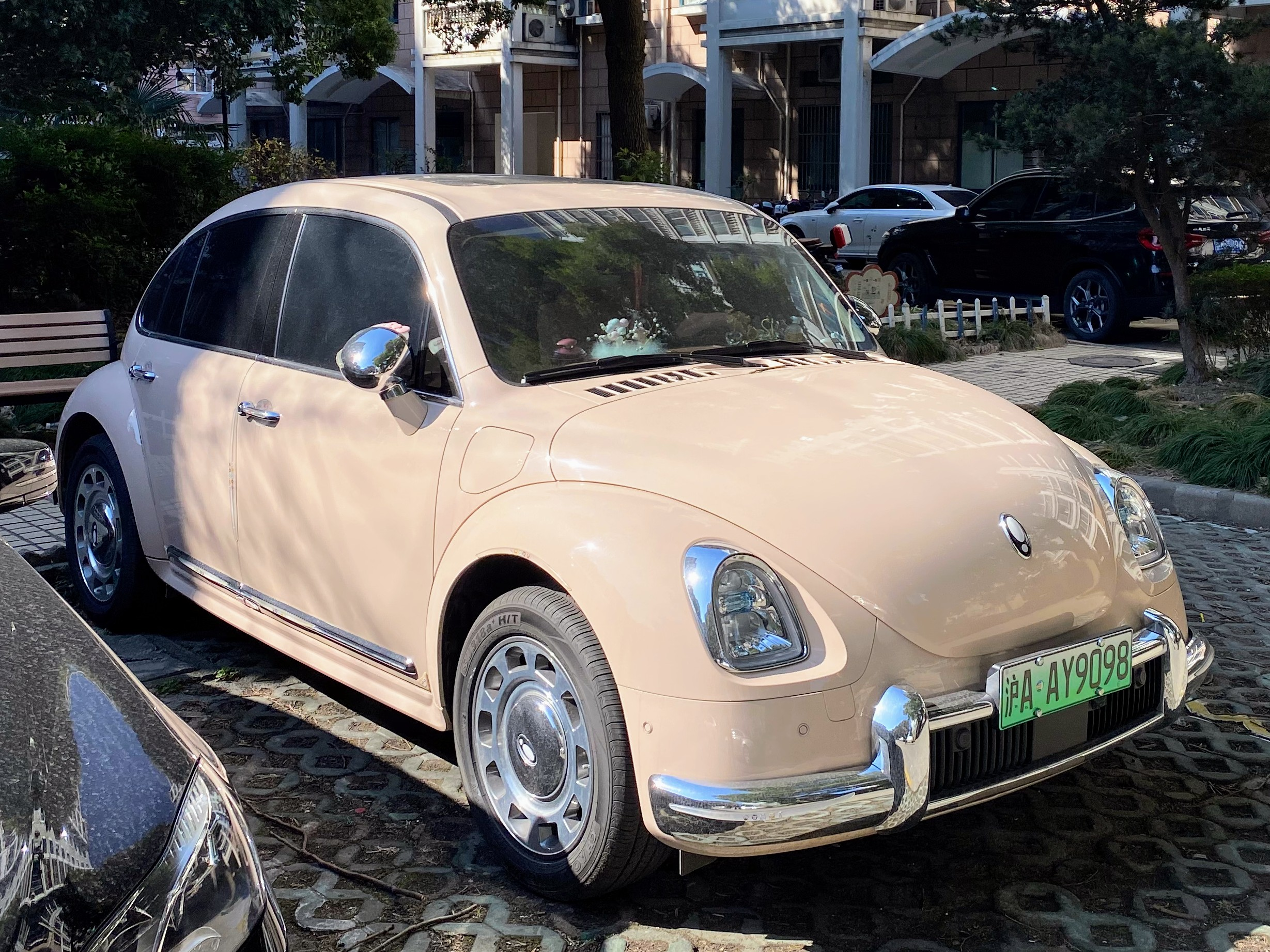
Ora Ballet Cat na parkingu

W kwietniu 2021 podczas Shanghai Auto Show chińska marka samochodów elektrycznych Ora koncernu Great Wall przedstawiła kontrowersyjny prototyp dużego, 5-drzwiowego hatchback Ora Punk Cat oddającego w obszernym zakresie charakterystyczną bryłę, proporcje i cechy stylistyczne słynnego Volkswagena Beetle'a. Podobnie jak w przypadku większego modelu Lightning Cat producent zdecydował się na rychłe wdrożenie studium do seryjnej produkcji w nieznacznie zmienionej postaci, jednak w przypadku Ballet Cat wdrożono istotne poprawki w detalach.
Produkcyjny model zadebiutował w listopadzie 2021 roku, wyróżniając się zastąpieniem charakterystycznych okrągłych reflektorów bardziej kanciastymi, z podobnym zabiegiem zastosowanym wobec lamp tylnych. Ponadto, główne cechy nietypowego pojazdu zostały zachowane - duże, łukowate błotniki kontrastują z licznymi detalami w stylu retro jak np. chromowane zderzaki i obudowy reflektorów, a także klamki z analogowym guzikiem oraz kołpaki. W przeciwieństwie do pierwowzoru Volkswagena, Ora Ballet Cat jest nie 3-, lecz dużym 5-drzwiowym hatchbackiem z ponad 2,75-metrowym rozstawem osi. Opcjonalnie pojazd może być pokryty dwubarwnym lakierem.
Estetyka retro została zastosowana także w kabinie pasażerskiej, z charakterystycznym bogatym przyozdobieniem chromem oraz jasnobeżowym pokryciem deski rozdzielczej, foteli i podsufitki. Producent określił Ballet Cata jako samochód skonstruowany z uwzględnieniem potrzeb kobiety: adaptacyjny tempomat zachowuje domyślnie zwiększoną odległość przed poprzedzającym pojazdem, automatyczne parkowanie i cofanie wywoływane jest także głosowymi komendami, a w okolicach lusterka została wbudowana kamera do wykonywania selfie z opcją automatycznego udostępniania w portalach społecznościowych. W celu neutralizacji oddziaływania miesiączki na samopoczucie, Ora Ballet Cat posiada też uproszczony system wywoływania ogrzewania foteli oraz kabiny na życzenie. Oprócz ładowarki indukcyjnej, pojazd posiada też schowek na zestaw do makijażu oraz lusterko z intensywym oświetleniem LED.

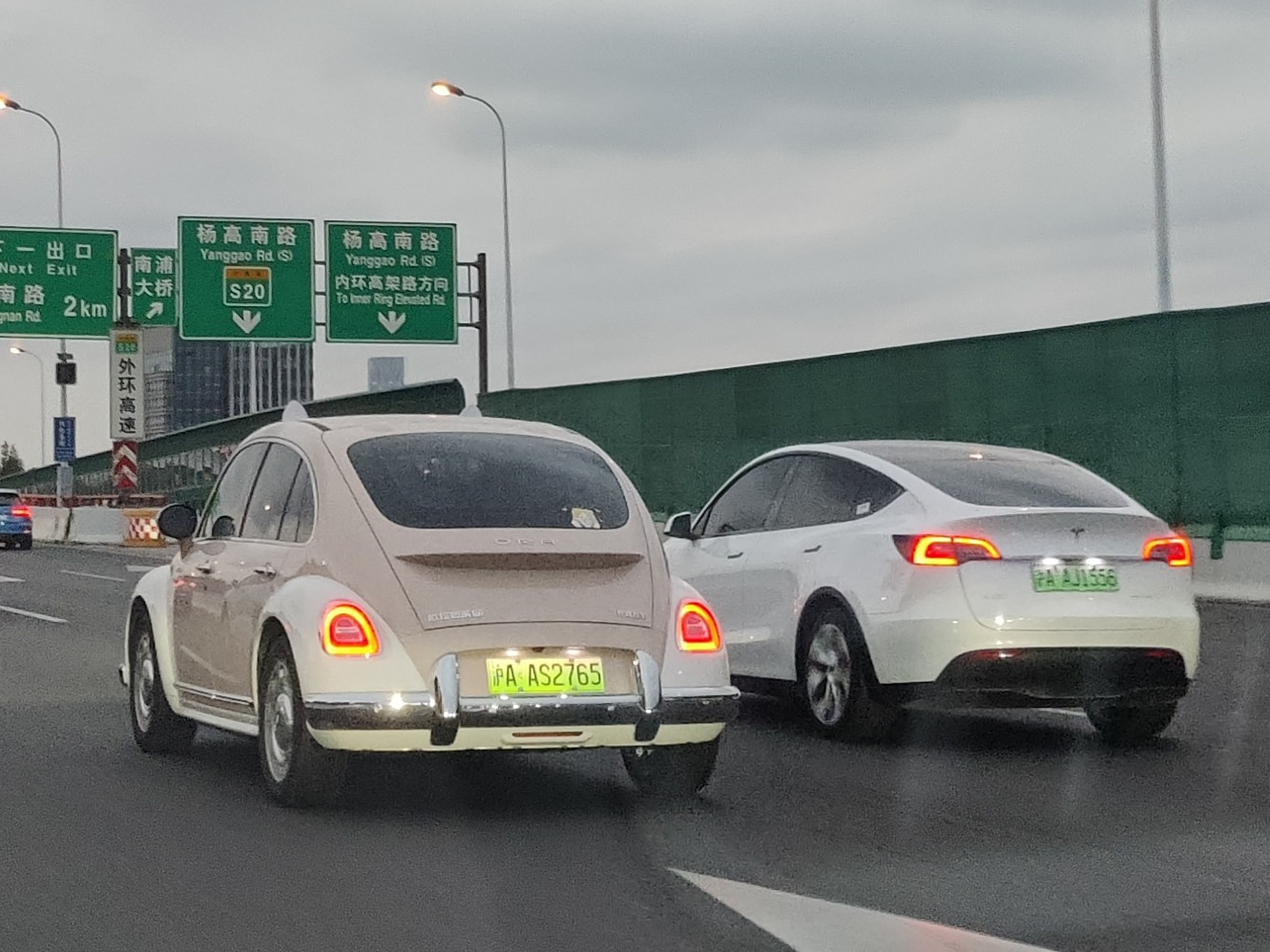
Wielkość Ory Ballet Cat na tle Tesli Model Y

### Sprzedaż
W przeciwieństwie do innych modeli marki Ora, Ballet Cat powstał wyłącznie z myślą o rodzimym rynku chińskim. Oficjalna sprzedaż elektrycznego hatchbacka rozpoczęła się w lipcu 2022, z cenami wahającymi się w momencie debiutu między 193 a 223 tysiącami juanów za odpowiednio podstawową oraz topową wersję.

### Dane techniczne
Ora Ballet Cat to samochód w pełni elektryczny, do którego napędu wykorzystano silnik przenoszący moc na przednią oś. Rozwija on moc 171 KM i 250 Nm maksymalnego momentu obrotowego, pozwalając na rozpędzenie się do 155 km/h. Producent przewidział trzy rodzaje baterii do wyboru: 48 kWh z ok. 380 kilometrów maksymalnego zasięgu, 50 kWh z do ok. 401 kilometrów zasięgu oraz 60,5 kWh z maksymalnym zasięgiem 500 kilometrów zasięgu.